# 김만중 (축구 선수)
김만중(한국 한자: 金萬中, 1978년 11월 4일 ~ )은 대한민국의 축구 선수이며, 포지션은 미드필더이다.